# إم بيهولد
إميلي ماهين "إم" بيهولد (من مواليد 21 يناير 1999) هي مغنية وكاتبة أغاني أمريكية. أصدرت أول أسطوانة بعنوان Infrared في عام 2017. في عام 2020، لاحظتها شركة الترويج للموسيقى Live2 LCC التي تعاونت معها بعد ذلك للمساعدة في الترويج لموسيقاها. بعد التوقيع مع شركة Republic Records وMoon Projects، أصدرت أول أغنية منفردة لها بعنوان "Numb Little Bug" في عام 2022 مما أدى إلى شهرتها. في 22 يوليو 2022، أصدرت بيهولد ثاني أسطوانة بعنوان Egg in the Backseat.